# Amitostigma physoceras
Amitostigma physoceras är en orkidéart som beskrevs av Rudolf Schlechter. Amitostigma physoceras ingår i släktet Amitostigma och familjen orkidéer. Inga underarter finns listade i Catalogue of Life.